# Caldwell (Familienname)
Caldwell ist ein englischer Familienname.

## Namensträger
- Abbey Caldwell (* 2001), australische Leichtathletin
- Alexander Caldwell (1830–1917), US-amerikanischer Eisenbahnunternehmer und Politiker
- Allen Caldwell (* 1959), US-amerikanischer Physiker
- Alfred Caldwell (1903–1998), US-amerikanischer Landschaftsarchitekt, Architekt, Bauingenieur und Poet
- Andrew Jackson Caldwell (1837–1906), US-amerikanischer Politiker
- Ashley Caldwell (* 1993), US-amerikanische Freestyle-Skierin
- Ben F. Caldwell (1848–1924), US-amerikanischer Politiker
- Blake Caldwell (* 1984), US-amerikanischer Radrennfahrer
- Bobby Caldwell (1951–2023), US-amerikanischer Sänger, Songwriter und Musiker
- Brian Caldwell (* 1975), US-amerikanischer Segler
- Bruce Caldwell (* 1952), US-amerikanischer Ökonom
- C. Pope Caldwell (1875–1940), US-amerikanischer Politiker
- Christopher Caldwell (* 1962), US-amerikanischer Journalist
- Cody Caldwell (* 1993), US-amerikanischer Volleyball- und Beachvolleyballspieler
- David Caldwell (Leichtathlet) (1891–1953), US-amerikanischer Leichtathlet
- David Caldwell (Tennisspieler) (* 1974), US-amerikanischer Tennisspieler
- David Caldwell (Footballfunktionär) (* um 1974), General Manager der Jacksonville Jaguars
- David Caldwell (Footballspieler) (* 1987), US-amerikanischer Footballspieler
- Diana Caldwell (1913–1987), britische Adelige
- Diane Caldwell (* 1988), irische Fußballspielerin
- Donna Caldwell, südafrikanische Squashspielerin
- Dorothy Caldwell (Rallyefahrerin) (1918–2021), neuseeländische Rallyefahrerin
- Dorothy Caldwell (Künstlerin) (* 1948), kanadische Künstlerin
- Doug Caldwell (1928–2022), neuseeländischer Jazzpianist
- Edmund Caldwell (1852–1930), britischer Illustrator
- Erskine Caldwell (1903–1987), US-amerikanischer Autor
- Gary Caldwell (* 1982), schottischer Fußballspieler
- George Caldwell (1814–1866), US-amerikanischer Politiker
- George Walter Caldwell (1866–1946), US-amerikanischer Arzt, Maler und Schriftsteller
- Greene Washington Caldwell (1806–1864), US-amerikanischer Politiker
- Happy Caldwell (1903–1978), US-amerikanischer Jazzmusiker
- Hilary Caldwell (* 1991), kanadische Schwimmerin
- Hubert Caldwell (1907–1972), US-amerikanischer Ruderer
- Ian Caldwell (* 1976), US-amerikanischer Autor
- James Caldwell (Mathematiker) (* 1943), britischer Mathematiker
- James Caldwell (Politiker, 1770) (1770–1838), US-amerikanischer Politiker (Ohio)
- James Caldwell (Politiker, 1817) (1839–1925), schottischer Politiker
- James H. Caldwell (1793–1863), US-amerikanischer Schauspieler und Theatermanager
- Janalee P. Caldwell (* 1942), US-amerikanische Herpetoloin
- John Caldwell (Politiker) (1757–1804), US-amerikanischer Politiker (Kentucky)
- John Caldwell (Demograf) (John Charles Caldwell; 1928–2016), australischer Demograf
- John Caldwell (Musikwissenschaftler) (John Anthony Caldwell; * 1938), britischer Musikwissenschaftler
- John A. Caldwell (John Alexander Caldwell, 1852–1927), US-amerikanischer Politiker (Ohio)
- John C. Caldwell (John Curtis Caldwell; 1833–1912), US-amerikanischer General und Diplomat
- John Henry Caldwell (1826–1902), US-amerikanischer Politiker (Alabama)
- John Homer Caldwell (* 1928), US-amerikanischer Skilangläufer und Nordischer Kombinierer
- John W. Caldwell (1837–1903), US-amerikanischer Politiker
- Jonathan Edward Caldwell (1883–1955), kanadisch-US-amerikanischer Luftfahrtingenieur
- Johnny Caldwell (John Caldwell; 1938–2009), nordirischer Boxer
- Joseph Pearson Caldwell (1808–1853), US-amerikanischer Politiker
- Kentavious Caldwell-Pope (* 1993), US-amerikanischer Basketballspieler
- Kimberly Caldwell (* 1982), US-amerikanische Schauspielerin und Sängerin
- L. Scott Caldwell (* 1950), US-amerikanische Schauspielerin
- Malcolm Caldwell (1931–1978), britischer Hochschullehrer und Marxist
- Martyn M. Caldwell (1941–2021), US-amerikanischer Biochemiker
- Mary Elizabeth Caldwell (1909–2003), US-amerikanische Komponistin und Organistin
- Mary L. Caldwell (1890–1972), US-amerikanische Biochemikerin
- Millard F. Caldwell (1897–1984), US-amerikanischer Politiker
- Nadene Caldwell (* 1991), nordirische Fußballspielerin
- Olli Caldwell (* 2002), britischer Automobilrennfahrer
- Patrick Caldwell (* 1994), US-amerikanischer Skilangläufer
- Patrick C. Caldwell (1801–1855), US-amerikanischer Politiker
- Philip Caldwell († 2013), US-amerikanischer Manager
- Robert Caldwell (1814–1891), schottischer anglikanischer Missionar und Sprachwissenschaftler
- Robert Caldwell (Politiker) (1843–1909), australischer Politiker
- Robert Porter Caldwell (1821–1885), US-amerikanischer Politiker
- Ross Caldwell (* 1993), schottischer Fußballspieler
- Ryan Caldwell (* 1981), kanadischer Eishockeyspieler
- Sarah Caldwell (1924–2006), US-amerikanische Opern-Dirigentin und Opernleiterin
- Sophie Caldwell Hamilton (* 1990), US-amerikanische Skilangläuferin
- Steven Caldwell (* 1980), schottischer Fußballspieler
- Taylor Caldwell (1900–1985), US-amerikanische Schriftstellerin britischer Herkunft
- Thume de Caldwell (1733–1762), K.K Oberst irischer Herkunft
- Tim Caldwell (* 1954), US-amerikanischer Skilangläufer
- Tod Robinson Caldwell (1818–1874), US-amerikanischer Politiker
- Tommy Caldwell (* 1978), US-amerikanischer Sportkletterer
- Tracy Caldwell Dyson (* 1969), US-amerikanische Astronautin
- Travis Caldwell (* 1989), US-amerikanischer Schauspieler
- William Caldwell (Soldat) (um 1750–1822), amerikanischer Soldat schottischer Herkunft, Befehlshaber im Crawford-Feldzug
- William Caldwell (General), US-amerikanischer General
- William B. Caldwell III (1925–2013), US-amerikanischer Generalleutnant
- William B. Caldwell IV (* 1954), Generalleutnant der US-Army
- William Mure of Caldwell (1718–1775), schottischer Jurist und Hochschullehrer
- William Parker Caldwell (1832–1903), US-amerikanischer Politiker (Tennessee)
- Zoe Caldwell (1933–2020), australische Schauspielerin